# Стрельцов Борис Миколайович
Борис Миколайович Стрельцов (нар. 11 грудня 1943, Фрунзе, Киргизька РСР) — радянський та російський футболіст, нападник, тренер.

## Кар'єра гравця
У 1961 році розпочав кар'єру в клубі «Алга» (Фрунзе). У 1968 році перейшов до луганської «Зорі», проте в 1970 році повернувся до «Алги». Кар'єру гравця завершив у клубі «Спартак» (Івано-Франківськ). Протягом кар'єри гравця також викликався до лав Збірної Киргизької РСР.

## Кар'єра тренера
По завершенні кар'єри гравця розпочав тренерську діяльність в івано-франківському «Спартаку» (в якому до цього виступав), увійшовши до тренерського штабу. Потім також допомагав тренувати СКА (Ростов-на-Дону). З 1981 року самостійно тренував клуби «Крила Рад» (Куйбишев), «Металург» (Липецьк), «Прикарпаття» (Івано-Франківськ), «Кривбас» (Кривий Ріг), «Кремінь» (Кременчук), «Колос-д» (Кубань) та СКА (Ростов-на-Дону). Також був асистентом головного тренера в клубах «Ростсільмаш» (Ростов-на-Дону) та «Колос» (Краснодар). Після цього працював на посаді директора ДЮСШ «Локомотив» (Москва). Останнім місцем роботи Юориса Стрельцова був ФК «Киргиз-Ата» з Нукацької області.

## Досягнення

### Відзнаки
- Майстер спорту СРСР: 1968
- Заслужений тренер РРФСР: 1982

## Статистика виступів
| Рік  | Команда                      | Турнір | Турнір          | Місце | Матчі | Голи |
| ---- | ---------------------------- | ------ | --------------- | ----- | ----- | ---- |
| 1961 | «Алга» (Фрунзе)              | II     | Клас «Б»        | 8     | ?     | ?    |
| 1962 | «Алга» (Фрунзе)              | II     | Клас «Б»        | 2     | ?     | 11   |
| 1963 | «Алга» (Фрунзе)              | II     | Друга група «А» | 15    | ?     | 2    |
| 1964 | «Алга» (Фрунзе)              | II     | Друга група «А» | 27    | ?     | 8    |
| 1965 | «Алга» (Фрунзе)              | II     | Друга група «А» | 17    | ?     | 8    |
| 1966 | «Алга» (Фрунзе)              | II     | Друга група «А» | 4     | ?     | 10   |
| 1967 | «Алга» (Фрунзе)              | II     | Друга група «А» | 3     | ?     | 15   |
| 1968 | «Зоря» (В)                   | I      | Перша група «А» | 13    | 31    | 3    |
| 1969 | «Зоря» (В)                   | I      | Перша група «А» | 11    | 26    | 3    |
| 1970 | «Алга» (Фрунзе)              | II     | Перша група «А» | 20    | 32    | 6    |
| 1971 | «Алга» (Фрунзе)              | II     | Перша ліга      | 16    | 33    | 8    |
| 1972 | «Алга» (Фрунзе)              | II     | Перша ліга      | 11    | 3     | 0    |
| 1973 | «Алга» (Фрунзе)              | II     | Перша ліга      | 20    | 28    | 7    |
| 1974 | «Спартак» (Івано-Франківськ) | II     | Перша ліга      | 12    | 27    | 4    |
| 1975 | «Спартак» (Івано-Франківськ) | II     | Перша ліга      | 12    | 17    | 3    |

## Особисте життя
Син Ельдар також став футболістом.